# Fernando Gomes de Jesus
Fernando Gomes de Jesus, meglio noto come Fernando (Rio de Janeiro, 12 maggio 1986), è un ex calciatore brasiliano, di ruolo centrocampista.

## Carriera
Ha giocato nella massima serie dei campionati brasiliano e moldavo.